# Rosanne Laflamme
Rosanne Laflamme fue una atleta paralímpica francesa. Nació  en Saint-François-de-la-Rivière-du-Sud en 1937 y murió en el Hôtel-Dieu de Montmagny el 18 de julio de 1991.(Referencia : Traducción al español del artículo de Wikipedia en francés : Rosanne Laflamme, Un seul membre... mais une volonté de fer, Éditions Héritage, 1976, 127p.) => (Rosanne Laflamme, Un miembro... pero una voluntad de hierro, Editions Héritage, 1976, 127p.)

## Biografía
Rosanne Laflamme es hija de Edgar Laflamme (25 de marzo de 1904 - 1 de agosto de 1997) y Rosa Bibeau (19 de noviembre de 1906 - 20 de enero de 1997).
El 18 de julio de 1940, Rosanne tenía tres años y medio de edad. Ella fue a recogner las fresas en el campo de mijo de su padre Edgar Laflamme. Mientras este último estaba haciendo el heno con su reaper, que hizo mucho ruido. La niña fue a encontrase con su padre, gritando su nombre. Desafortunadamente, la segadora atrapó a la niña, que fue amputada por tres extremidades. Rosanne fue IIevada con urgencia a L'Hôtel-Dieu de Lévis, donde el cirujano de servicio cosía sus tocones. Pasó dos meses en convalecencia. Entonces Rosanne regresó a la granja de sus padres. Entonces el zapatero del pueblo le hizo enas suelas de cuero especiales, fijadas a sus rodillas. Por lo tanto, con estas amohadillas de rodilla Rosanne podría trepar en los árboles, saltar arroyos y acompañar a los niños del barrio en sus juegos. Sus padres, Rosa Bibeau (ama de casa y nativa de Saint-Georges de Windsor en los Cantones del este) y Edgar Laflamme (agricultor y leñador, originario de Saint-Raphaël, provincia de Quebec). Y en afecto pero sin sobreprotegerlo. Entonces se acostumbraron sin ayuda. Además, los tres hermanos (Gérard, Fernand y Jean-Paul) y dos hermanas (Réjanne y Fernande) Rosanne Laflamme también han integrado sus actividades. Esto fue de gran ayuda para facilitar su rehabilitación. (Referencia : Rosanne Laflamme, Un seul membre... mais une volonté de fer, Ibid p.19-27)

## Formación
En 1943, a la edad de seis años, Rosanne asistió a la escuela secundaria hasta los 10 años de edad, a la vez, 40 estudiantes asistieron a la clase. Luego entró en el internado de las Hermanas de la Congregación : convento de Montmagny, para completar su profesión de fe. En este lugar, Rosanne hizo buenos amigos mientras tenía el cariño de las monjas. Vivió durante muchos años. Sin embargo el horario de la escuela estaba demasiado ocupado por sus habilidades físicas : actividades extracurriculares, masas, clases, ir a las vísperas por la noche. El resultado fue un agotamiento general. Rosanne Laflamme tuvo que consultar a un médico que diagnosticó un colapso nervioso y una debilidad general. En estas circunstancias, Rosanne había abandonado sus estudios antes de completar su 7° años. (Véanse las páginas 33 a 35)
En 1954, cuando tenía 17 años, su adolescencia solitaria pasaba su tiempo crocheting, bordando, cuidando flores en el jardín y cortando leña en granja familiar. (Ibid., página 36)
Más tarde, a la edad de 20 años, Rosanne Laflamme comenzó a trabajar como un  hágalo todo  en las familias circundantes. Luego fue contratada como cocinera en el convento de Montmagny. A pesar de esto, Rosanne ganó la independencia y la autonomía. (Ibid., página 39)
Un día, cuando estaba en un centro de Manpower para encontrar trabajo y en contra de la propabilidades, una trabajadora social le sugirió (debido a su bajo nivel de educación y falta de calificaciones) para volver a la escuela.  ¿Por qué‽ Con el objetivo de que Rosanne Laflamme pueda conseguir un buen trabajo en un futuro cercano. Lo que eventualmente le permitirá vivir adecuadamente. (Ibid., página 39)
En 1961, Rosanne tenía 24 años. Es financiado por el Gobierno de Quebec para completar un curso de secretaría de dos años en el Colegio O'Sullivan en Limoilou. Se puso a trabajar duro, tanto que terminó su curso en solo un año. En los bancos del Colegio, Rosanne conoció a algunos compañeros increíbes que la animaron a salir, a ir a los clubes noctures y a ir al cine. Esto un impacto significativo en la joven al hacerla más sociable en público, al tiempo que aumentaba su confianza en sí misma (Ibid., página 40)

## Empleo
En 1962, el director del O'Sullivan College en Limoilou pidió a Rosanne Laflamme, de 25 años, que reemplazara en el último minuto a profesor que abandonara la escuela. Como Rosanne Laflamme estaba oscura y decidida. Inmediatamente aceptó la posición. Este trabajo permitió a Rosanne ser más independiente y autónoma. En 1975, Rosanne Laflamme se convirtió en profesora de taquigraphia bilingüe (inglés-francés) en el O'Sullivan College de Limoilou. Ella enseña con pasión a unos treinta estudiantes. Poco a poco empezó a tomar el segura desarrollando cosas que facilitaban su vida. Maestra Laflamme es tan apreciada por sus estudiantes como los otros profesores. Rosanne puede grabar 35 paladras por minuto usando su mano izquierda. De 1975 a 1977, Rosanne Laflamme dio clases nocturnas en la Educación Permanente para Adultos en el College Notre-Dame de Rocamadour. Se fue a trabajar como voluntaria con personas con discapacidades. (Ibid., páginas 41-43)

## Vida amorosa
Durante su vida Rosanne Laflamme tuvo muchas aventuras. Pero también conocía el amor. Además, el profesor Laflamme tomó cursos en inglés, español, italiano y alemán para comunicarse mejor los extranjeros.Luego,los salones de baile permitieron Rosanne ser menos salvaje y por lo tanto ser más sociable con la gente. Y así enfretar los prejuicios de algunas personas para ella. (Ibid., páginas 48-49)

## Logros Deportivos
Fue la Société des Handicapés du Quebec, que se convirtió en la adaptación de Carrefour adaptation, lo que permitió a Rosanne aprender sobre varias actividades deportivas. Además, es el deporte el que le ha dado el gusto de luchar u forjar su propia felicidad. Rosanne se reunió con el profesor de educación física belga Jacques Vanden Abeele (1938-2016) quien le introdujo en deportes para discapacitados (esquí y natación). (Ibid. , página 62)
En 1971, a los 34 años, una nueva vida se abrió ante Rosanne. Más tarde, gracias a la paciencia del instructor de natación Jean Leclerc, Rosanne Laflamme logró pasar el grado intermedio de natación de la Cruz Roja. Luego practicó esquí asiduamente en Mont Sainte-Anne y Val-David, bádminton, voleibol, atletismo, tiro con arco y patinaje sobre hielo. Poco después de su entrenamiento, Rosanne Laflamme comenzó a hacer una seria competencia deportiva. Y desde entonces nunca ha cesado (Ibid., páginas 64-67)
Aquí están los logros deportivos de Rosanne Laflamme :
- En los juegos provinciales para discapacitados en Laval, en la provincia de Quebec en Canadá : mejor atleta del día y 3 medallas de oro. (Ibid., página 67)
- En 1973, fue la competición internacional de esquí alpino para personas con discapacidad en Courchevel, Francia. Once países asistieron a la competición. Rosanne Laflamme terminó sexto.
- En 1975, en los Juegos Internacionales para discapacitados en Sainte-Etienne, Francia, donde 450 atletas de 15 a 60 años eran de todas las profesiones y todas las clases sociales. Rosanne Laflamme fue jefa de delegación (reuniones, recepciones y concursos) y la única atleta que representó a Canadá. Y digno de mención, ella es la única atleta de estos Juegos a ser amputada de 3 miembros. Rosanne Laflamme se superó al ganar una medalla de oro en el lanzamiento de peso , una medalla de plata en el lanzamiento de jabalina y una medalla de bronce en natación. Además, fue nombrada la atleta más merecedora de los Juegos. (Ibid., páginas 71-74)
- Principios de septiembre de 1977, a la edad de 40 años, Rosanne Laflamme habrá acumulado 28 medallas ganadas en competiciones para discapacitados físicos.

## Altavoz
En 1974, Rosanne Laflamme fue invitada a un simposio :  ¿ Vale la pena vivir la vida ‽  , organizado por el Club Kiwanis de Quebec. La presentación de Rosanne tuvo lugar en et CEGEP de Sherbrooke. Claude Saint-Jean IIegó a la ataxia de Friedreich también estuvo presente (Ibid., página 88)
Rosanne laflamme ha dado conferencias en todo Quebec, entre otras cosas para denunciar en voz alta los prejuicios que aún rodean a las personas con discapacidad. (Ibid., página 89)
En 1976, la atleta Laflamme fue la invitada especial de Madame Lise Payette durante un almuerzo del Chambre de Commerce de Montreal. (Ibid., página 89)
En junio de 1978, Rosanne Laflamme dio una conferencia en la ciudad de Honolulu, en el estado estadounidense de Hawaï, en el 51° congreso de millionarios de seguros de vida frente a 6000 delegados También dio una conferencia en Australia. Por lo menos 1000 conferencias fueron dadas por Rosanne.
En 1981, a los 44 años, Rosanne se mudó a Montreal donde continuó dando algunas conferencias.

## Aspectos
- Centro Deportivo Rosanne Laflamme (https://longueil.quebec/en/centre-sportif-rosanne-laflamme (enlace roto disponible en Internet Archive; véase el historial, la primera versión y la última).)
- Parque Rosanne Laflamme (https://longueil.quebec/fr/parc-rosanne-laflamme (enlace roto disponible en Internet Archive; véase el historial, la primera versión y la última).)
- Como un escritor escribió el libro : Rosanne Laflamme, Rosanne, Un miembro... pero una volundad de hierro, Editions Héritage, 1976, 127 p. que fue un best seller con más de 30.000 ejemplares. Este libre ha sido traducido al inglés bajo el título :  Una Voluntad y Camino, Rosanne Story  con la asistencia del Consejo de las Artes.

- En marzo de 1976, Rosanne Laflamme recibió de manos de Lucie Lessard, campeona de tiro con arco, un trofeo de distinción para el deporte aficionado para los discapacitados. (Ibid., página 126)
- En 1977, a los 40 años Rosanne Laflamme recibe la honorable Vida Verdadera del Gobernador General de Canadá Edward Schreyer (Patrimonio Canadiense)

## Citacións
Individualemente y colectivamente, tenemos unas larga lucha por liderar, la de la justicia; el día que todo el mundo asumirá voluntariamente la igualdad social convirtiéndose en su proprio caballo de batalla, ya no se hablará de injusticia sino de caridad. (Ibid., pâgina 107)
 Realmente creo que el deporte es una las maneras más valiosas de mejorar la situación de los discapacitados. Les hariá  olvidar sus precupaciones, sus discapacidades, mientras les permite conocer gente. (Ibid., pâgina 112)